# Jewgeni Fjodorowitsch Swetlanow

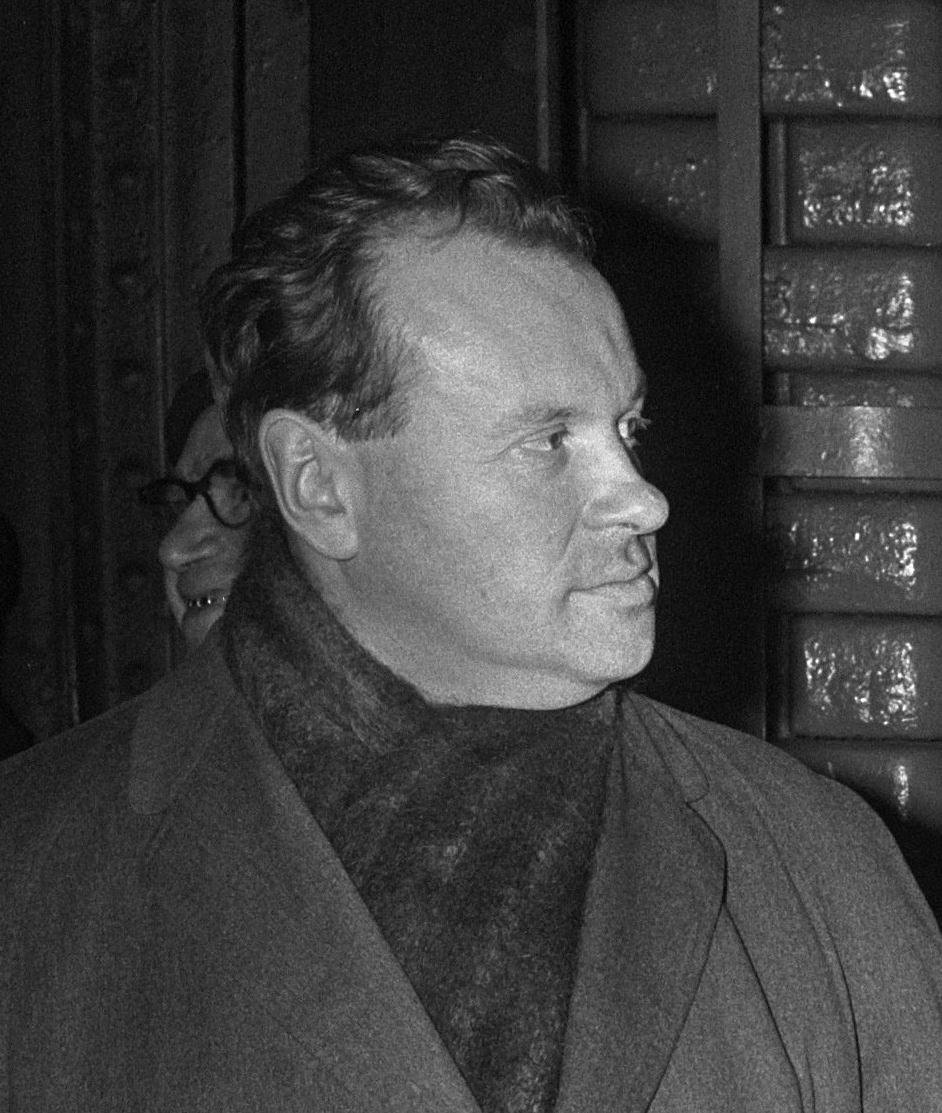
Jewgeni Swetlanow, 1967

Jewgeni Fjodorowitsch Swetlanow (russisch Евгений Фёдорович Светланов; * 6. September 1928 in Moskau; † 3. Mai 2002 ebenda) war ein russischer Dirigent, Komponist und Pianist.

## Leben
Jewgeni Swetlanow entstammte einer Musikerfamilie, deren Mitglieder am Bolschoi-Theater tätig waren. Schon früh entschied er sich für eine Musikerkarriere und studierte Komposition, Dirigieren und Klavier am Moskauer Konservatorium, wo ihm bis 1955 unter anderem Alexander Gauk Dirigierunterricht und Juri Schaporin Kompositionsunterricht erteilten, und am Gnessin-Institut, wo Michail Gnessin ihn bis 1951 im Fach Komposition unterrichtete. Schon Ende der 1940er Jahre machte Swetlanow als Komponist auf sich aufmerksam. 1953 dirigierte er seine erste Oper am Bolschoi-Theater und begann ein zweijähriges Engagement beim Moskauer Radio-Symphonie-Orchester. Im Jahre 1955 wurde er als Assistent am Bolschoi-Theater eingestellt, machte dort eine glänzende Karriere und wurde schließlich von 1962 bis 1965 Chefdirigent und 1999 Ehrendirigent. 1965 übernahm er als Chefdirigent das Staatliche Sinfonieorchester der UdSSR. Dieses Orchester, das sich seit 1991 Staatliches Akademisches Sinfonieorchester Russlands nennt, wurde unter seiner Leitung endgültig eines der führenden Sinfonieorchester der Sowjetunion. Swetlanow leitete es 35 Jahre lang und war sein wichtigster und prägendster Dirigent.
1979 wurde er Erster Gastdirigent des London Symphony Orchestra, 1992 Chefdirigent des Residenzorchesters Den Haag. Auch andere ausländische Orchester dirigierte er regelmäßig. Seine grandiose Karriere als Chefdirigent des Staatlichen Akademischen Sinfonieorchesters Russlands fand 1999 ein jähes Ende in Swetlanows Entlassung durch den russischen Kulturminister. Diese wurde mit mangelnder Präsenz begründet und sorgte für große Empörung in der russischen Musikszene. Swetlanow hatte 1972 den Leninpreis und 1983 den Staatspreis der Sowjetunion erhalten. Daneben war er 1968 als Volkskünstler der UdSSR und 1978 mit dem Leninorden ausgezeichnet worden und hatte anlässlich seines 70. Geburtstages den Verdienstorden für das Vaterland 2. Klasse erhalten. Der am 14. August 1966 entdeckte Asteroid (4135) Svetlanov trägt seit 1991 seinen Namen.

## Swetlanow als Dirigent
Swetlanow zählt zu den bedeutendsten russischen Dirigenten aller Zeiten. Schon in jungen Jahren fasste er den Entschluss, eine Anthologie russischer Orchestermusik aufzunehmen. Dieses Projekt realisierte er als Chefdirigent des Staatlichen Sinfonieorchesters der UdSSR umfassend durch zahllose Aufnahmen russischer Musik. Kaum ein russisches Orchesterwerk des 19. und frühen 20. Jahrhunderts hat Swetlanow nicht aufgenommen. Auch dem neueren Repertoire stand er äußerst aufgeschlossen gegenüber, leitete zahlreiche Uraufführungen und spielte die Werke auch ein. Herausragende Projekte waren unter anderem die Gesamtaufnahme der Sinfonien Tschaikowskis, die auch im Westen für Furore sorgte, sowie die erste und bisher einzige Gesamtaufnahme aller 27 Sinfonien und weiteren Orchesterwerke Nikolai Mjaskowskis, eines Komponisten, der Swetlanow ganz besonders am Herzen lag.
Doch er beschränkte sich nicht auf russische Musik, sondern führte auch zahlreiche Werke aus anderen Ländern auf. Besonders seine Einspielungen von Sinfonien Gustav Mahlers fanden hierbei große Beachtung. Swetlanows Dirigierstil zeichnete sich durch umfassende Werkkenntnis und Sorgfalt aus. Er lotete die Werke stets bis an ihre Grenzen intensiv aus. Kennzeichnend für seine Interpretationen sind Intensität des Ausdrucks, dramatische Wucht und Swetlanows zupackender, mitreißender Zugang zur Musik. Insgesamt nahm Swetlanow allein mit dem Staatlichen Sinfonieorchester der UdSSR fast 2000 Werke auf.

## Swetlanow als Komponist
Swetlanow war ein sehr konservativer Komponist und vertrat in seinen eigenen Werken oft deutlich weniger moderne Positionen als in den Werken anderer Komponisten, die er zur Aufführung brachte. Seine Werke sind tief in der russischen Tradition verwurzelt und oft durch russische Volksmusik inspiriert. In einzelnen Werken interessierte sich Swetlanow auch für die Volksmusik anderer Länder wie zum Beispiel Spanien. Die Instrumentation ist stets reich und gekonnt. Harmonik und Formgebung sind eher traditionell, wie Swetlanow generell neuere Kompositionstechniken eher mied. Er blieb in einer mit gelegentlichen Schärfen versehenen Tonalität verwurzelt. Nach eigenen Worten orientierte er sich an Nikolai Mjaskowski – wobei er allerdings einen deutlich effektvolleren und publikumswirksameren Stil als jener pflegte –, an Sergei Rachmaninow und an der rhythmischen Prägnanz Dmitri Schostakowitschs, dessen Einfluss sonst jedoch eher marginal blieb. Swetlanow sah sich immer primär als Komponist und war enttäuscht darüber, dass ihn die Öffentlichkeit vor allem als Dirigenten wahrnahm.

## Swetlanow als Pianist
Swetlanow war auch ein brillanter Pianist. Er widmete sich hier vor allem dem Schaffen Nikolai Medtners und seinen eigenen Kompositionen. Allerdings trat er als Pianist nur sehr sporadisch an die Öffentlichkeit. Bei seinen Komponistenkollegen war er sehr gefragt, wenn es darum ging, neue Orchesterwerke beim sowjetischen Komponistenverband zunächst am Klavier vorzustellen. Seine Akribie und Emotionalität, die ihn als Dirigenten auszeichneten, fanden sich auch in seinem Klavierspiel wieder.

## Werke
- Orchesterwerke
  - Sinfonie h-moll op.13 (1956)
  - Préludes. Sechs sinfonische Reflexionen (1966)
  - Bilder von Spanien, Rhapsodie Nr. 1 (1954)
  - Rhapsodie Nr. 2 (1978)
  - Tagesanbruch auf den Feldern, Sinfonische Dichtung (1949)
  - Daugava, Sinfonische Dichtung (1952)
  - Der rote Schneeball, Sinfonische Dichtung (1975)
  - Romantische Ballade (1974)
  - Klavierkonzert c-Moll (1950, rev. 1976)
  - Poem für Violine und Orchester in memoriam David Oistrach (1975)
  - Russische Variationen für Harfe und Orchester (1975)
- Vokalmusik
  - Heimatfelder, Kantate (vor 1950)
  - Drei russische Lieder für Stimme und Orchester (1950)
  - Chöre
  - Lieder
- Kammermusik
  - Streichquartett D-Dur (1948)
  - Bläserquintett Ein Tag auf dem Lande (1975)
  - Violinsonate
  - 2 Sonatinen für Violine und Klavier
  - Fünf Melodien in memoriam Michail Gnessin
  - Violoncellosonate (1946)
- Klaviermusik
  - 3 Sonaten
  - 5 Sonatinen
  - Orient, Rhapsodie
  - Kinderalbum
  - 24 Préludes in allen Tonarten (1950)
  - kleinere Stücke